# Microtragus multituberculatus
Microtragus multituberculatus är en skalbaggsart som beskrevs av Stefan von Breuning 1954. Microtragus multituberculatus ingår i släktet Microtragus och familjen långhorningar. Inga underarter finns listade i Catalogue of Life.